# Richard Hildebrandt
Richard Hildebrandt (ur. 13 marca 1897 w Wormacji, zm. 10 marca 1951 w Gdańsku) – SS-Obergruppenführer, niemiecki zbrodniarz wojenny.

## Życie i działalność
W latach 1915–1918 brał udział w I wojnie światowej, w składzie 22. Pułku Artylerii Polowej (22. Feld-Artillerie-Regiment), i zakończył ją w stopniu podporucznika (Leutnant), walcząc na froncie rosyjskim i francuskim. W 1922 r. wstąpił po raz pierwszy do NSDAP, w następnym roku brał udział w puczu monachijskim, a po zakazie działalności parti nazistowskiej wstąpił do Freikorps Oberland. Po wojnie rozpoczął studia na Uniwersytecie w Kolonii i Monachium, po czym wyemigrował do Ameryki Północnej. W 1930 r. powrócił do Niemiec, nie rezygnując wcześniej z członkostwa w organizacji Bund Oberland, a 1 czerwca 1928 r. potwierdził swoją przynależność do NSDAP, gdzie otrzymał numer partyjny 89 221.
W międzyczasie wstąpił do Sturmabteilungen (SA), skąd przeniósł się – w lutym 1931 r. – do SS, gdzie otrzymał numer ewidencyjny 7088 i został przydzielony do I Okręgu SS (I SS-Abschnitt), wchodzącego w skład Obszaru Dowodzenia „Południe” (SS-Fūhrungsbereich "Sūd") – i wkrótce został włączony do sztabu jego dowódcy SS-Oberführera Josefa (Seppa) Dietricha, którego wkrótce został adiutantem. Od 1 października 1932 do 30 stycznia 1933 był oficerem do zadań specjalnych w Grupie SS „Południe” (SS-Gruppe "Sūd"), po czym wszedł w skład komendantury SS-Gruppe „West”. Stanowisko to piastował do 9 listopada 1933 r., po czym został dowódcą XXI Okręgu SS (XXI Abschnitt), a od 15 kwietnia 1935 r. pełnił taką samą funkcję w X SS-Abschnitt.
1 stycznia 1937 r. mianowano go zwierzchnikiem nadokręgu SS „Ren” (SS-Oberabschnitt "Rhein"), a 21 września 1939 r. objął stanowisko Wyższego Dowódcy SS i Policji w Okręgu Rzeszy "Gdańsk-Prusy Zachodnie" HSSPF „Danzig-Westpreußen” (Höhere SS und Polizeifūhrer "Danzig – Westpreussen"), a 26 października tegoż roku mianowano go szefem nowo powstałego XX (XVI) nadokręgu SS „Wisła” (XX/XVI SS-Oberabschnitt "Weichsel") w Gdańsku. Na przełomie 1939/1940 sprawował funkcję przewodniczącego Landsgerichtu (Sądu Krajowego) w Łodzi. Stanowiska te łączył do 20 kwietnia 1943 r., do czasu mianowania go zwierzchnikiem Głównego Urzędu Rasy i Osadnictwa SS (SS-Hauptamt Rasse- und Siedlungshauptamt, skrót RuSHA). W dniu 25 grudnia 1943 r. został mianowany HSSPF przy Grupie Armii A (Armee Gruppe A) i Dowódcą SS i Policji (SS- und Polizeifūhrer) na Krymie, zwanego też Urzędem HSSPF „Morze Czarne” (Höhere SS- und Polizeiführer „Schwarzes Meer”). W dniu 7 września 1944 r. objął ponownie stanowisko zwierzchnika Głównego Urzędu Rasy i Osadnictwa SS i piastował je do 26 lutego 1945 r., do czasu odkomenderowania go do Wrocławia, gdzie powierzono mu stanowisko Wyższego Dowódcy SS i Policji „Południowy Wschód” (Höhere SS und Polizeifūhrer "Sūdost").
Odznaczony m.in. Krzyżem Żelaznym II Klasy (Eisernes Kreuz II Klasse), Złotą Odznaką Partyjną (Goldenes Ehrenzeichen der NSDAP, Szpadą Honorową SS (SS-Ehrendegen) oraz Pierścieniem Honorowym SS (SS-Totenkopfring).
Po wojnie został schwytany przez aliantów i początkowo osądzony przez amerykański Trybunał Wojskowy w procesie RuSHA (ósmym z procesów norymberskich). Hildebrandt skazany został w tym procesie na 25 lat pozbawienia wolności. 4 września 1946 wydano go władzom polskim celem osądzenia za zbrodnie popełnione na terenie Pomorza. Według Brunona Zwarry ("Gdańsk 1939" s. 79) Sąd Apelacyjny w Bydgoszczy uznał go za winnego popełnienia zbrodni wojennych i przeciw ludzkości, a następnie skazał Hildebrandta 7 listopada 1949 na karę śmierci. Wyrok wykonano przez powieszenie 10 marca 1951.